# Thrizen Leader
Thrizen Leader (Saint Paul Capisterre, San Cristóbal y Nevis; 3 de julio de 1984) es un futbolista de San Cristóbal y Nieves que juega en la posición de defensa y que actualmente milita en el St. Paul's United FC de la SKNFA Superliga.

## Carrera

### Club
| Periodo   | Club                 |
| --------- | -------------------- |
| 2003–2011 | St. Paul's United FC |
| 2011–2013 | Alpha United FC      |
| 2013–     | St. Paul's United FC |

### Selección nacional
Debutó con San Cristóbal y Nieves en 2004 con la que ha anotado un gol en 76 partidos, con lo que es el jugador con más apariciones con la selección nacional.

## Logros
- SKNFA Superliga: 5

2008–09, 2013–14, 2014–15, 2019–20
- GFF Superliga: 1

2012, 2012-13